# Wright Flyer
Wright Flyer (thường được gọi là Flyer I hoặc 1903 Flyer) là chiếc máy bay thành công đầu tiên được thiết kế và xây dựng bởi anh em nhà Wright. Họ đã bay nó bốn lần vào ngày 17 tháng 12 năm 1903 ở gần Kill Devil Hills, khoảng 6 km về phía nam của Kitty Hawk, Bắc Carolina. Ngày nay, chiếc máy bay này được trưng bày trong Bảo tàng Hàng không và Không gian Quốc gia ở Washington D.C với mã số A19610048000. Viện Smithsonian của Mỹ mô tả chiếc máy bay này là "cỗ máy nặng hơn không khí đầu tiên đạt được khả năng bay có kiểm soát, duy trì với phi công trên tàu" .Chuyến bay của Wright Flyer đánh dấu sự khởi đầu của kỷ nguyên mới của ngành hàng không. Nhưng thời đó chỉ có một số tờ báo Mỹ đưa tin về thời điểm lịch sử này. Một tờ báo ở New York viết: "Thực tế họ đều là những kẻ nói dối".